# Menelau (irmão de Alexandre I da Macedónia)
Menelau, segundo algumas fontes, foi o pai de Amintas III da Macedónia.
Segundo Juniano Justino, Amintas III era filho de Menelau, irmão de Alexandre I, filho de Amintas I.
Segundo Cláudio Eliano, Filipe II da Macedónia era neto de um bastardo, Menelau, o pai de Amintas, que também era servo de Aéropo II.
Esta genealogia, porém, é contestada por alguns historiadores modernos, que preferem chamar o pai de Amintas III de Arrideu.